# 艾衍含
艾衍含（2002年2月7日—），来自湖北武汉，中国女子自由泳运动员。

## 生平
参加2016年夏季奥运时只有14岁，是该届奥运中国代表团年龄最小的运动员。
巴西时间2016年8月8日，在里约奥运会女子200米自由泳半决赛中，艾衍含以1分57秒41的成绩排在中国选手沈铎后无缘决赛。2021年7月，她随中国游泳队参加2020东京奥运会。